# Chiến dịch quần đảo Mariana và Palau
Chiến dịch Quần đảo Mariana và Palau là một loạt các trận phản kích của Hoa Kỳ chống lại các lực lượng Đế quốc Nhật Bản tại quần đảo Mariana và Palau ở Thái Bình Dương từ tháng 6 đến tháng 11 năm 1944 tại mặt trận Thái Bình Dương trong Chiến tranh thế giới thứ hai. Chỉ huy các lực lượng Hoa Kỳ trong cuộc tấn công này là đô đốc Chester Nimitz, tiếp đến là Chiến dịch quần đảo Gilbert và Marshall được dự định để vô hiệu hóa các căn cứ Nhật tại trung tâm Thái Bình Dương, hỗ trợ Đồng Minh phản công và chiếm lại Philippines, cung cấp một căn cứ cho các oanh tạc cơ thực hiện các cuộc ném bom chiến lược xuống lãnh thổ Nhật Bản.
Chiến dịch bùng nổ khi Thủy quân lục chiến Hoa Kỳ và Lục quân Hoa Kỳ, được sự yểm trợ của Hải quân Hoa Kỳ, đã thực hiện cuộc đổ bộ lên Saipan vào tháng 6 năm 1944. Chỉ huy quân Nhật phòng thủ tại Sapan là tướng Yoshitsugu Saito và phó đô đốc Chuichi Nagumo. Để chống lại cuộc đổ bộ này, Hải quân Nhật Bản đã vạch ra "Chiến dịch A" (あ号作戦), theo đó các máy bay trên hàng không mẫu hạm kết hợp với các máy bay từ căn cứ mặt đất sẽ tấn công và tiêu diệt hạm đội Mỹ, sau đó tiến đến tiêu diệt lực lượng đổ bộ ngăn chặn hạm đội hỗ trợ đổ bộ của Hải quân Mỹ. Tuy nhiên, trong trận hải chiến biển Philippines từ 19 đến 20 tháng 6, hạm đội Nhật Bản bị đánh bại với tổn thất nặng nề là 3 hàng không mẫu hạm bị đánh chìm và mất 475 máy bay. Không còn được hải quân yểm trợ, Saipan thất thủ vào ngày 9 tháng 7. Cả Saito lẫn Nagumo đều tự sát sau khi không giữ được đảo.
Sau đó, các lực lượng Hoa Kỳ tiếp tục lên đảo Guam và Tinian vào tháng 7, 1944. Sau những cuộc giao tranh ác liệt, Guam và Tinian đã bị quân Mỹ chiếm vào tháng 8, 1944. Mỹ sau đó xây dựng sân bay cho các oanh tạc cơ hạng nặng B-29 trên đảo Saipan và Tinian để tiến hành các phi vụ ném bom chiến lược trên đất liền Nhật Bản cho đến khi kết thúc Chiến tranh thế giới thứ hai, bao gồm các cuộc tấn công bằng bom hạt nhân xuống Hiroshima và Nagasaki.
Trong khi đó, nhằm bảo vệ cánh sườn cho lực lượng Hoa Kỳ đang chuẩn bị tấn công quân Nhật tại Philippines, vào tháng 9 năm 1944, thủy quân lục chiến và lục quân Mỹ đã đổ bộ lên Peleliu và Angaur ở Palau. Sau một trận chiến khốc liệt và kéo dài, hòn đảo đã được tuyên bố "an toàn" bởi quân đội Hoa Kỳ vào tháng 11 năm 1944.
Sau các cuộc đổ bộ thành công lên quần đảo Mariana và Palau, lực lượng Đồng Minh tiếp tục các chiến dịch mới của họ nhắm vào quân đội Nhật với cuộc đổ bộ lên Philippines vào tháng 10 năm 1944 và quần đảo Ogasawara và Ryuku bắt đầu vào tháng 1 năm 1945.

### Sách
- D'Albas, Andrieu (1965). Death of a Navy: Japanese Naval Action in World War II. Devin-Adair Pub. ISBN 0-8159-5302-X.
- Denfeld, D. Colt (1997). Hold the Marianas: The Japanese Defense of the Mariana Islands. White Mane Pub. ISBN 1-57249-014-4.
- Drea, Edward J. (1998). "An Allied Interpretation of the Pacific War". In the Service of the Emperor: Essays on the Imperial Japanese Army. Nebraska: University of Nebraska Press. ISBN 0-8032-1708-0.
- Dull, Paul S. (1978). A Battle History of the Imperial Japanese Navy, 1941-1945. Naval Institute Press. ISBN 0-87021-097-1.
- Gailey, Harry (1988). The Liberation of Guam 21 July - 10 August. Novato, California, U.S.A.: Presidio Press. ISBN 0-89141-651-X.
- Gailey, Harry (1984). Peleliu: 1944. Nautical & Aviation Pub Co of Amer. ISBN 0-933852-41-X.
- Goldberg, Harold J. (2007). D-day in the Pacific: The Battle of Saipan. Đại học Indiana Press. ISBN 0-253-34869-2.
- Hallas, James H. (1994). The Devil's Anvil: The Assault on Peleliu. Praeger Publishers. ISBN 0275946460.
- Morison, Samuel Eliot (2001 (reissue)). New Guinea and the Marianas, March 1944-August 1944, vol. 8 of History of United States Naval Operations in World War II. Champaign, Illinois, USA: University of Illinois Press. ISBN 0-252-07038-0. {{Chú thích sách}}: Kiểm tra giá trị ngày tháng trong: |year= (trợ giúp)Quản lý CS1: năm (liên kết)
- O'Brien, Francis A. (2003). Battling for Saipan. Presdio Press. ISBN 0-89141-804-0.
- Ross, Bill D. (1991). Peleliu: Tragic Triumph. Random House. ISBN 0394565886.
- Rottman, Gordon (2004). Saipan & Tinian 1944: Piercing the Japanese Empire. Howard Gerrard. Osprey Publishing. ISBN 1-84176-804-9.
- Rottman, Gordon (2002). Peleliu 1944: The Forgotten Corner Of Hell. Howard Gerrard. Osprey Publishing. ISBN 1841765120.
- Sloan, Bill (2005). Brotherhood of Heroes: The Marines at Peleliu, 1944 -- The Bloodiest Battle of the Pacific War. Simon & Schuster. ISBN 0743260090.
- Smith, Douglas V. (2006). Carrier Battles: Command Decision in Harm's Way. US Naval Institute Press. ISBN 1591147948.
- Wright, Derrick (2005). To the Far Side of Hell: The Battle for Peleliu, 1944. Fire Ant Books. ISBN 0817352813.

### Web
- Chen, C. Peter. ""The Marianas and the Great Turkey Shoot"". World War II Database. Truy cập ngày 31 tháng 5 năm 2005.
- Dyer, George Carroll. "The Amphibians Came to Conquer: The Story of Admiral Richmond Kelly Turner". United States Government Printing Office. Truy cập ngày 20 tháng 10 năm 2006.
- Breaching the Marianas: The Battle for Saipan (Marines in World War II Commemorative Series)
- Hoffman, Major Carl W., USMC (1950). "Saipan: The Beginning of the End". USMC Historical Monograph. Historical Branch, United States Marine Corps. Truy cập ngày 19 tháng 12 năm 2005.{{Chú thích web}}:  Quản lý CS1: nhiều tên: danh sách tác giả (liên kết)
- "U.S. Army Campaigns of World War II: Western Pacific". CMH Pub 72-29, U.S. Army Center of Military History. 2003. Truy cập ngày 3 tháng 11 năm 2004.
- Lodge, Major O.R. USMC Historical Monograph: The Recapture of Guam, Historical Branch, United States Marine Corps, 1954.
- O'Brien, Cyril J. Liberation: Marines in the Recapture of Guam, Marines in World War II Commemorative Series, Marine Corps Historical Center, United States Marine Corps, 1994.
- USCM Historical Monograph: The Seizure of Tinian
- Chen, C. Peter (2007). "Palau Islands and Ulithi Islands Campaign". World War II Database. Truy cập ngày 19 tháng 10 năm 2007.
- Gayle, BGen Gordon D. (1996). "Bloody Beaches: The Marines at Peleliu". Marines in World War II Commemorative Series. Marine Corps Historical Center. Truy cập ngày 19 tháng 12 năm 2006.

- Hough, Frank O. (1950). "The Assault on Peleliu (The Seizure of Peleliu)". USMC Historical Monograph. Historical Branch, G-3 Division, Headquarters, U.S. Marine Corps. Truy cập ngày 19 tháng 12 năm 2006.
- Smith, Robert Ross (1996). "The Approach to the Philippines". United States Army in World War II: The War in the Pacific. U.S. Army Center of Military History. Truy cập ngày 19 tháng 12 năm 2006.
- Lê Vinh Quốc (2000). Cuộc chiến tranh Thái Bình Dương (1941-1945) - Quyển 2. Huỳnh Văn Tòng. Việt Nam: Nhà xuất bản Giáo dục.